# Цукуров, Александр Максимович
Александр Максимович Цукуров (род. 20 августа 1931) — бригадир проходчиков горных выработок шахтоуправления № 1 треста «Октябрьуголь» объединения «Артёмуголь» Министерства угольной промышленности Украинской ССР, Донецкая область. Герой Социалистического Труда (1966).

## Биография
После прохождения срочной службы в Советской Армии с первой половины 1950-х годов трудился шахтёром на шахте в рабочем посёлке Новая Крестовка (с 1958 года — город Кировское) Харцызского района. В последующем возглавлял бригаду проходчиков очистного забоя шахтоуправления № 1 треста «Октябрьуголь».
Бригада под его руководством досрочно выполнила плановые задания Семилетки (1959—1965), заняв передовое место в социалистическом соревновании среди шахтёрских коллективов объединения «Артёмуголь». Указом Президиума Верховного Совета СССР от 29 июня 1966 года удостоен звания Героя Социалистического Труда за «выдающиеся заслуги в выполнении заданий по развитию угольной и сланцевой промышленности и достижение высоких технико-экономических показателей в работе».
После выхода на пенсию проживал в городе Кировское.

## Награды
- Герой Социалистического Труда
- Орден Ленина
- Медаль «За трудовое отличие» (16.09.1952)
- Знак «Шахтёрская слава» 3 степени.